# Lavans-Vuillafans
Lavans-Vuillafans è un comune francese di 238 abitanti situato nel dipartimento del Doubs nella regione della Borgogna-Franca Contea.

## Storia

### Simboli
Un primo stemma venne proposto nel 1998: una fibbia ricordava l'antica presenza di tribù celtiche nel villaggio e una stella d'oro rappresentava la forma del paese e le sue sei vie di accesso. Lo stemma venne in seguito modificato dall'amministrazione comunale: la stella d'oro è diventata d'argento e lo scoiattolo, che ha sostituito la fibbia antica, rappresentata il soprannome degli abitanti di Lavans.

## Società

### Evoluzione demografica
Abitanti censiti